# Вулиця Родини Крістерів
Ву́лиця Родини Крістерів — вулиця в Подільському районі міста Києва, житловий масив Квітництво, місцевість Сирець. Пролягає від вулиці Віктора Некрасова (офіційно), Полкової вулиці (фактично) до проспекту Європейського Союзу.
Прилучаються вулиці вулиці Олександра Олеся, Генерала Грекова та Квітникарська.

## Історія
Виникла у другій половині 2010-х під проектною назвою Вулиця Проектна 12920. Сучасна назва на честь Вільгельма, Юліуса, Едмунда, Арнольда Крістерів — з 2018 року. З того ж року на вулиці споруджуються житлові комплекси «Варшавський мікрорайон» та «Варшавський-2».